# Herbstmeister
Herbstmeister ist ein Begriff im Mannschaftssport (zumeist Fußball), der in Hin- und Rückrunde innerhalb einer Saison oder Spielzeit ausgetragen wird und den Ersten im Klassement nach Abschluss der Hinrunde (im Herbst auf der Nordhalbkugel) mit diesem inoffiziellen Titel bezeichnet.

## Deutschland

### Fußball
Herbstmeister ist die inoffizielle Titelbezeichnung im Ligasystem in Deutschland für die Mannschaft, die nach Abschluss der Hinrunde den ersten Platz belegt, unabhängig davon ob ausgefallene Spielpaarungen oder Spieltage im Folgejahr einer Saison (d. h. Kalenderjahr übergreifend) nachgeholt wurden/werden mussten. Das Auffangen einer möglichen Verzerrung des Klassements und die Wahrung der Chancengleichheit setzt voraus, dass jede Mannschaft gegen jede gespielt haben muss.

#### Bundesliga (Männer)
Von den 62  Saisonen gab es 14 mit Verlegungen von einer und mehr Spielpaarungen, die jedoch keinen Einfluss auf die Vergabe des inoffiziellen Titel Herbstmeister hatten. In sechs der 14 Saisonen musste die Entscheidung darüber erst im Folgejahr der jeweiligen Saison abgewartet werden.
So wurde Borussia Mönchengladbach erst am 22. Januar 1975 Herbstmeister, da die nachgeholte Begegnung MSV Duisburg – 1. FC Köln 1:1 endete und die am 18. Januar 1975 nachgeholte Begegnung Fortuna Düsseldorf – Kickers Offenbach 3:2. Im Siegfalle der Offenbacher Kickers wären diese mit einem Punkt Vorsprung Herbstmeister geworden. Vier weitere Beispiele: Die am 9. März 1982 nachgeholte Begegnung 1. FC Kaiserslautern – 1. FC Köln endete 1:1; bei einer Kölner Niederlage mit zehn Toren Unterschied wäre der punktgleiche und in der Tordifferenz um ein Tor bessere FC Bayern München Herbstmeister geworden. Die zweite Begegnung Karlsruher SC – Hamburger SV (2:2) am selben Tag hatte keinen Einfluss auf den inoffiziellen Titel. Die am 17. Februar 1988 nachgeholte Begegnung Werder Bremen – FC Schalke 04 (5:0) bedeutete ebenfalls die Herbstmeisterschaft für die Bremer; bei einer 0:1-Niederlage wäre erneut der FC Bayern München aufgrund der besseren Tordifferenz Herbstmeister geworden. Letztgenannter Verein (erstmals als Wintermeister tituliert) wurde erst am 22. Januar 2017 Herbstmeister, da er sein Bundesligaspiel zwei Tage zuvor beim SC Freiburg mit 2:1 gewonnen hatte und somit von RB Leipzig, der einen Tag später daheim gegen Eintracht Frankfurt mit 3:0 gewonnen hatte, nicht mehr von Platz 1 verdrängt werden konnte. Die beiden Spielpaarungen Bayer 04 Leverkusen – Hertha BSC (3:1) und 1. FSV Mainz 05 - 1. FC Köln (0:0) hatten daher keine Bedeutung. Am 20. Dezember 2020 (13. Spieltag) führte der FC Bayern München mit zwei Punkten Vorsprung auf Bayer 04 Leverkusen, am 3. und 10. Januar 2021 (14. und 15. Spieltag) mit jeweils zwei Punkten vor RB Leipzig das Klassement an. Die inoffizielle Herbstmeisterschaft wurde am 17. Januar 2021 (16. Spieltag) mit dem 2:1-Sieg im Heimspiel über den SC Freiburg gesichert, da RB Leipzig ein Tag zuvor nur 2:2-Unentschieden beim VfL Wolfsburg spielte und somit, bei noch drei zu vergebenen Punkten, vier Punkte Abstand aufwies. Erneut im Januar – 2024 – sicherte sich Bayer 04 Leverkusen durch einen späten 1:0-Sieg am 17. Spieltag beim FC Augsburg vor dem FC Bayern München, trotz des noch nachzuholenden 13. Spieltag im Heimspiel gegen den 1. FC Union Berlin, das dritte Mal die inoffizielle Herbstmeisterschaft.
Die Bezeichnung geht wohl mit dem kalendarischen Winteranfang auf der Nordhemisphäre am 21. oder 22. Dezember einher. Von den 61 Saisonen wurden 42 Hinrunden vollständig vor dem 21. Dezember e. J. abgeschlossen, davon drei bereits im November (89/90, 93/94, 97/98). Lediglich vier Hinrunden wurden mit dem 17. Spieltag regulär am 21., 22. oder 23. Dezember vollständig abgeschlossen (14/15 (21.), 13/14 und 19/20 (22.) sowie 18/19 (23.)).
Zudem sah der Rahmenkalender von Beginn an eine Winterpause vor, da es bei Minustemperaturen nur unter schwierigen Bedingungen möglich war, Fußballspiele in den Stadien auszutragen, die Rasenheizung erst 1972 als technische Einrichtung nach und nach Einzug fand und nicht zuletzt wegen des Verletzungsrisikos und der Erholung – auch dem Weihnachtsfest Rechnung tragend – der Spieler.
Die Bezeichnung Wintermeister (gelegentlich auch Weihnachtsmeister) wurde von den Medien erstmals mit Beginn der Winterpause der Saison 2016/17 geschaffen und wird der Mannschaft zuteil, die am letzten vollständig absolvierten Spieltag und vor Abschluss der Hinrunde Tabellenführer ist. Diese Bezeichnung trifft mit dem 21. Dezember 2016 (16. Spieltag), dem 20. Dezember 2020 (13. Spieltag) dem 15. November 2022 (15. Spieltag) und dem 22. Dezember 2024 (15. Spieltag) auf den FC Bayern München zu, der jeweils auch Herbstmeister (am 22. Januar 2017, 20. Januar 2021, 24. Januar 2023 und 15. Januar 2025) wurde. Bayer 04 Leverkusen reihte sich am 20. Dezember 2023 (16. Spieltag) mit ein und wurde ebenfalls Herbstmeister (am 13. Januar 2024). 2020/21 ist der Grund für die wenigen Spieltage vor der Winterpause, dass die Saison rund einen Monat später als gewöhnlich begann, nachdem die Vorsaison wegen der COVID-19-Pandemie erst am 27. Juni 2020 beendet werden konnte. Grund für die nur 15 Spieltage vor der Winterpause 2022/23 ist die vom 20. November bis 18. Dezember in Katar ausgetragene Weltmeisterschaft.
In der deutschen Fußball-Bundesliga werden etwa zwei von drei Herbstmeistern auch Meister der jeweiligen Saison.
In den bislang 62 Saisonen wurden 16 unterschiedliche Mannschaften Herbstmeister; am häufigsten der FC Bayern München (27 ×), gefolgt von Werder Bremen (6 ×) und Borussia Mönchengladbach bzw. Borussia Dortmund (je 4 ×).
Mit dem FC Schalke 04 und Eintracht Frankfurt (je 2 ×), der TSG 1899 Hoffenheim und RB Leipzig (je 1 ×) sind vier Herbstmeister seit Einführung der Bundesliga noch nie Deutscher Meister geworden. Der fünfte Herbstmeister, Bayer 04 Leverkusen, der diesen inoffiziellen Titel bislang dreimal, zuletzt in der Saison 2023/24 innehatte, konnte am Ende dieser die erste Meisterschaft der Vereinsgeschichte gewinnen.
Nachfolgend sind alle Herbstmeister und späteren Deutschen Meister aufgelistet; 42 Mal wurde der Herbstmeister auch Deutscher Meister. Das „Gesetz der Serie“, dass der Herbstmeister auch der künftige Deutsche Meister sein wird, hatte in der Saison 1970/71 erstmals Borussia Mönchengladbach durchbrochen, am häufigsten der FC Bayern München (9 Mal).
| Saison  | Herbstmeister            | Deutscher Meister        |
| ------- | ------------------------ | ------------------------ |
| 1963/64 | 1. FC Köln               | 1. FC Köln               |
| 1964/65 | Werder Bremen            | Werder Bremen            |
| 1965/66 | TSV 1860 München         | TSV 1860 München         |
| 1966/67 | Eintracht Braunschweig   | Eintracht Braunschweig   |
| 1967/68 | 1. FC Nürnberg           | 1. FC Nürnberg           |
| 1968/69 | FC Bayern München        | FC Bayern München        |
| 1969/70 | Borussia Mönchengladbach | Borussia Mönchengladbach |
| 1970/71 | FC Bayern München        | Borussia Mönchengladbach |
| 1971/72 | FC Schalke 04            | FC Bayern München        |
| 1972/73 | FC Bayern München        | FC Bayern München        |
| 1973/74 | FC Bayern München        | FC Bayern München        |
| 1974/75 | Borussia Mönchengladbach | Borussia Mönchengladbach |
| 1975/76 | Borussia Mönchengladbach | Borussia Mönchengladbach |
| 1976/77 | Borussia Mönchengladbach | Borussia Mönchengladbach |
| 1977/78 | 1. FC Köln               | 1. FC Köln               |
| 1978/79 | 1. FC Kaiserslautern     | Hamburger SV             |
| 1979/80 | FC Bayern München        | FC Bayern München        |
| 1980/81 | Hamburger SV             | FC Bayern München        |
| 1981/82 | 1. FC Köln               | Hamburger SV             |
| 1982/83 | Hamburger SV             | Hamburger SV             |
| 1983/84 | VfB Stuttgart            | VfB Stuttgart            |
| 1984/85 | FC Bayern München        | FC Bayern München        |
| 1985/86 | Werder Bremen            | FC Bayern München        |
| 1986/87 | Hamburger SV             | FC Bayern München        |
| 1987/88 | Werder Bremen            | Werder Bremen            |
| 1988/89 | FC Bayern München        | FC Bayern München        |
| 1989/90 | FC Bayern München        | FC Bayern München        |
| 1990/91 | Werder Bremen            | 1. FC Kaiserslautern     |
| 1991/92 | Eintracht Frankfurt      | VfB Stuttgart            |
| 1992/93 | FC Bayern München        | Werder Bremen            |
| 1993/94 | Eintracht Frankfurt      | FC Bayern München        |
| 1994/95 | Borussia Dortmund        | Borussia Dortmund        |
| 1995/96 | Borussia Dortmund        | Borussia Dortmund        |
| 1996/97 | FC Bayern München        | FC Bayern München        |
| 1997/98 | 1. FC Kaiserslautern     | 1. FC Kaiserslautern     |
| 1998/99 | FC Bayern München        | FC Bayern München        |
| 1999/00 | FC Bayern München        | FC Bayern München        |
| 2000/01 | FC Schalke 04            | FC Bayern München        |
| 2001/02 | Bayer 04 Leverkusen      | Borussia Dortmund        |
| 2002/03 | FC Bayern München        | FC Bayern München        |
| 2003/04 | Werder Bremen            | Werder Bremen            |
| 2004/05 | FC Bayern München        | FC Bayern München        |
| 2005/06 | FC Bayern München        | FC Bayern München        |
| 2006/07 | Werder Bremen            | VfB Stuttgart            |
| 2007/08 | FC Bayern München        | FC Bayern München        |
| 2008/09 | TSG 1899 Hoffenheim      | VfL Wolfsburg            |
| 2009/10 | Bayer 04 Leverkusen      | FC Bayern München        |
| 2010/11 | Borussia Dortmund        | Borussia Dortmund        |
| 2011/12 | FC Bayern München        | Borussia Dortmund        |
| 2012/13 | FC Bayern München        | FC Bayern München        |
| 2013/14 | FC Bayern München        | FC Bayern München        |
| 2014/15 | FC Bayern München        | FC Bayern München        |
| 2015/16 | FC Bayern München        | FC Bayern München        |
| 2016/17 | FC Bayern München        | FC Bayern München        |
| 2017/18 | FC Bayern München        | FC Bayern München        |
| 2018/19 | Borussia Dortmund        | FC Bayern München        |
| 2019/20 | RB Leipzig               | FC Bayern München        |
| 2020/21 | FC Bayern München        | FC Bayern München        |
| 2021/22 | FC Bayern München        | FC Bayern München        |
| 2022/23 | FC Bayern München        | FC Bayern München        |
| 2023/24 | Bayer 04 Leverkusen      | Bayer 04 Leverkusen      |
| 2024/25 | FC Bayern München        | FC Bayern München        |

#### Bundesliga (Frauen)
In der deutschen Frauen-Bundesliga, die seit der Saison 1997/98 bundesweit und nicht mehr in Nord- und Südgruppe ausgetragen wird, wurde in 21 Spielzeiten (davon die ersten elf in Folge) der Herbstmeister auch Meister. In der Saison 2008/09 wurde erstmals der FC Bayern München Herbstmeister und zugleich der erste Verein, der am Saisonende nicht den Titel gewann. Dies widerfuhr auch dem 1. FFC Frankfurt 2013/14, dem VfL Wolfsburg 2014/15, 2022/23, 2023/24 und dem 1. FFC Turbine Potsdam 2016/17. Zum Hinrundenabschluss der Saison 2024/25 belegte Eintracht Frankfurt das erste Mal den ersten Platz – punktgleich mit dem FC Bayern München und Bayer 04 Leverkusen, jedoch mit der um neun bzw. 20 Tore besseren Tordifferenz.
| Saison  | Herbstmeister          | Deutscher Meister      |
| ------- | ---------------------- | ---------------------- |
| 1997/98 | FSV Frankfurt          | FSV Frankfurt          |
| 1998/99 | 1. FFC Frankfurt       | 1. FFC Frankfurt       |
| 1999/00 | FCR Duisburg 55        | FCR Duisburg 55        |
| 2000/01 | 1. FFC Frankfurt       | 1. FFC Frankfurt       |
| 2001/02 | 1. FFC Frankfurt       | 1. FFC Frankfurt       |
| 2002/03 | 1. FFC Frankfurt       | 1. FFC Frankfurt       |
| 2003/04 | 1. FFC Turbine Potsdam | 1. FFC Turbine Potsdam |
| 2004/05 | 1. FFC Frankfurt       | 1. FFC Frankfurt       |
| 2005/06 | 1. FFC Turbine Potsdam | 1. FFC Turbine Potsdam |
| 2006/07 | 1. FFC Frankfurt       | 1. FFC Frankfurt       |
| 2007/08 | 1. FFC Frankfurt       | 1. FFC Frankfurt       |
| 2008/09 | FC Bayern München      | 1. FFC Turbine Potsdam |
| 2009/10 | 1. FFC Turbine Potsdam | 1. FFC Turbine Potsdam |
| 2010/11 | 1. FFC Turbine Potsdam | 1. FFC Turbine Potsdam |
| 2011/12 | 1. FFC Turbine Potsdam | 1. FFC Turbine Potsdam |
| 2012/13 | VfL Wolfsburg          | VfL Wolfsburg          |
| 2013/14 | 1. FFC Frankfurt       | VfL Wolfsburg          |
| 2014/15 | VfL Wolfsburg          | FC Bayern München      |
| 2015/16 | FC Bayern München      | FC Bayern München      |
| 2016/17 | 1. FFC Turbine Potsdam | VfL Wolfsburg          |
| 2017/18 | VfL Wolfsburg          | VfL Wolfsburg          |
| 2018/19 | VfL Wolfsburg          | VfL Wolfsburg          |
| 2019/20 | VfL Wolfsburg          | VfL Wolfsburg          |
| 2020/21 | FC Bayern München      | FC Bayern München      |
| 2021/22 | VfL Wolfsburg          | VfL Wolfsburg          |
| 2022/23 | VfL Wolfsburg          | FC Bayern München      |
| 2023/24 | VfL Wolfsburg          | FC Bayern München      |
| 2024/25 | Eintracht Frankfurt    | FC Bayern München      |

## Österreich
In der österreichischen Fußball-Bundesliga wird der Herbstmeister offiziell mit dem Herbstmeisterpokal geehrt.